# Rhypopteryx rhodocloea
Rhypopteryx rhodocloea är en fjärilsart som beskrevs av Collenette 1939. Rhypopteryx rhodocloea ingår i släktet Rhypopteryx och familjen tofsspinnare. Inga underarter finns listade.